# Сентервил (Тенеси)
Сентервил (енгл. Centerville) град је у америчкој савезној држави Тенеси.

## Демографија
По попису из 2010. године број становника је 3.644, што је 149 (-3,9%) становника мање него 2000. године.
| Група             | 2000.         | 2010.         |
| Белци             | 3.524 (92,9%) | 3.386 (92,9%) |
| Афроамериканци    | 181 (4,8%)    | 131 (3,6%)    |
| Азијати           | 1 (0,0%)      | 8 (0,2%)      |
| Хиспаноамериканци | 34 (0,9%)     | 68 (1,9%)     |
| Укупно            | 3.793         | 3.644         |